# Giovanna Lucacevska
Giovanna Lucacevska, all'anagrafe Giovanna Łukaszewska (Varsavia, 1865 – ...), è stata un mezzosoprano polacca naturalizzato italiana, attiva principalmente tra il 1888 e il 1910.
Viene citata anche col nome di Giannina, Gianna o Giovannina, ma anche come Janina. Invece, rispetto al cognome, viene indicata diverse volte col cognome di Lucacewka, Lucacevka, Lucaszewka o in una scrittura di Giacomo Puccini come Lucucesca. Viene anche designata come contralto.

## Biografia
Giovanna Łukaszewska nasce a Varsavia, dove comincia i suoi studi. Si trasferisce in Italia nel 1886, stanziandosi a Bologna, dove frequenta il Liceo Musicale.
Nel luglio del 1888 è tra le soliste dell'oratorio Elia di Felix Mendelssohn al Salone dei Concerti dei Giardini Margherita di Bologna con direzione del maestro Giuseppe Martucci. Questa interpretazione, insieme a quelle delle altre artiste, è stata considerata positivamente dalla critica. Nello stesso anno prende parte alla lirica Asrael di Alberto Franchetti al Teatro Carlo Felice di Genova. Durante questo periodo, il suo ruolo di Emilia in un'opera viene apprezzato dai recensori. 
Il 28 dicembre 1895 debutta La Valchiria al Teatro di San Carlo, dove il mezzosoprano impersona Fricka e nuovamente per lo stesso dramma di Wagner, dal maggio all'agosto del 1899 è Fricka al Teatro Colón di Buenos Aires. Insieme a quelle dei suoi colleghi, le varie interpretazioni vengono giudicate da un giornalista dei quotidiani argentini La Nación e La Prensa.
Nel 1904 ricopre il ruolo di Suzuki alla prima assoluta della nuova versione di Madama Butterfly al Teatro Grande di Brescia il 28 maggio, interpretazione giudicata «ottima» dal mensile Ars et labor. Lo stesso Giacomo Puccini scrive apprezzamenti nei riguardi del mezzosoprano per la sua parte. Inoltre, tra il novembre e il dicembre del 1904 è Maddalena nel Rigoletto per tre date al Gran Teatre del Liceu di Barcellona.  Tra questo anno e il 1905 ha la parte principale nelle opere Sigfrido, Lucrezia Borgia, Hänsel e Gretel e I maestri cantori di Norimberga, sempre al Gran Teatre del Liceu della città spagnola. 
Riprende Fricka tra il novembre del 1908 e il marzo 1909 al Teatro Real di Madrid. La sua interpretazione viene considerata perfetta per il personaggio dal musicologo Manuel Manrique de Lara di El Mundo, ricevendo apprezzamenti anche da parte del pubblico. Anche tra il gennaio e il febbraio 1910 riprende questo ruolo al Teatro Real.
Da questo ultimo anno non si ricordano nuove partecipazioni del mezzosoprano in nessuna rappresentazione.

## Incisioni
Durante la sua carriera ha anche inciso brani d'opera come Vendetta avrò insieme a Giuseppe La Puma per Fonotipia, poi anche Bella figlia dell'amore nel 1905 insieme a Alessandro Bonci, Regina Pinkert e Antonio Magini Coletti sempre per la stessa casa discografica e nel 1908  Stride la vampa! per Odeon, ma anche altri brani sempre per la Odeon, collaborando più volte con il baritono Giuseppe La Puma.

## Repertorio
| Ruolo            | Titolo                          | Autore      |
| ---------------- | ------------------------------- | ----------- |
|                  | Asrael                          | Franchetti  |
| Adalgisa         | Norma                           | Bellini     |
| Agnese           | Beatrice di Tenda               | Bellini     |
| Bianca           | Il giuramento                   | Mercadante  |
| Casilda          | Ruy Blas                        | Hugo        |
| Leonora          | La favorita                     | Donizetti   |
| Maddalena        | Rigoletto                       | Verdi       |
| Musico           | Manon Lescaut                   | Puccini     |
| Ulrica           | Un ballo in maschera            | Verdi       |
| Anacoana         | Cristoforo Colombo              | Franchetti  |
| Olga             | Taras Bulba                     | Berutti     |
| Mallika          | Lakmé                           | Delibes     |
| Lola             | Cavalleria rusticana            | Mascagni    |
| Soudja Sari      | Fortunio                        | Westerhout  |
| Nanna            | La sagra di valaperta           | Brunetto    |
| Rosa             | Claudia                         | Coronaro    |
| Marta/Pantalis   | Mefistofele                     | Boito       |
| Ortruda          | Lohengrin                       | Wagner      |
| Fricka           | La Valchiria                    | Wagner      |
| Preziosilla      | La forza del destino            | Verdi       |
| Emilia           | Otello                          | Shakespeare |
| Contessa/Madelon | Andrea Chénier                  | Giordano    |
| Meg              | Falstaff                        | Verdi       |
|                  | Il signor di Pourceaugnac       | Franchetti  |
|                  | Maledetta                       | Ferri       |
| Amneris          | Aida                            | Verdi       |
| Kaled            | Le Roi de Lahore                | Massenet    |
| Laura            | La Gioconda                     | Ponchielli  |
| Azucena          | Il trovatore                    | Verdi       |
| Siébel           | Faust                           | Gounod      |
| Sallia           | Yupaniki                        | Berutti     |
|                  | Tartini o il Trillo del Diavolo | Falchi      |
| Carmen           | Carmen                          | Bizet       |
| Anna             | Il franco cacciatore            | Weber       |
| Urbano           | Gli ugonotti                    | Meyerbeer   |
| Erodiade         | Hérodiade                       | Massenet    |
| Erda             | Sigfrido                        | Wagner      |
| Orsini           | Lucreazia Borgia                | Donizetti   |
| Strega           | Hänsel e Gretel                 | Humperdinck |
| Maddalena        | I maestri cantori di Norimberga | Wagner      |
|                  | Le allegre comari di Windsor    | Nicolai     |
| Margherita       | La damnation de Faust           | Berlioz     |
| Venere           | Tannhäuser                      | Wagner      |
| Nikona           | Siberia                         | Giordano    |
| Suzuki           | Madama Butterfly                | Puccini     |
| Principessa      | Adriana Lecouvreur              | Cilea       |
| Pierrotto        | Linda di Chamounix              | Donizetti   |
| Anaide           | Zazà                            | Leoncavallo |
| Mariana          | Amore e perdizione              | Arroio      |
|                  | Paolo e Francesca               | Mancinelli  |
| Brangania        | Tristano e Isotta               | Wagner      |
|                  | Il crepuscolo degli dei         | Wagner      |

## Discografia
- 1905 - Bella figlia dell’amore (con Alessandro Bonci, Regina Pinkert, Antonio Magini-Coletti)
- 1908 - Invan per evitar
- 1908 - Non conosci il bel suol
- 1908 - Quando alle soglie paterne (con Giuseppe La Puma)
- 1908 - O mio Fernando
- 1908 - Su crudeli
- 1908 - Vendetta avrò (con Giuseppe La Puma)
- 1908 - Ah, l'alto ardor (con Giuseppe La Puma)
- 1908 - Stride la vampa! la folla indomita
- 1908 - La ritirata